# Begonia teuscheri
Espèce
Begonia teuscheri est une espèce de plantes de la famille des Begoniaceae. Ce bégonia est originaire des Antilles Néerlandaises. L'espèce fait partie de la section Latistigma (auparavant dans les Pritzelia). Elle a été décrite en 1879 par le botaniste paysagiste Édouard André (1840-1911), à la suite des travaux de Jean Linden (1817-1898). L'épithète spécifique teuscheri signifie « de Teuscher » et c'est un hommage à Henry Teuscher, premier conservateur du jardin botanique de Montréal qui a grandement contribué à y développer la collection de bégonias. 

## Répartition géographique
Cette espèce est originaire du pays suivant : Antilles Néerlandaises.

## Liste des variétés
Selon Tropicos (23 février 2017) (Attention liste brute contenant possiblement des synonymes) :
- variété Begonia teuscheri var. maculata Linden ex André
- variété Begonia teuscheri var. punctata Linden